# Elfriede Grünberg

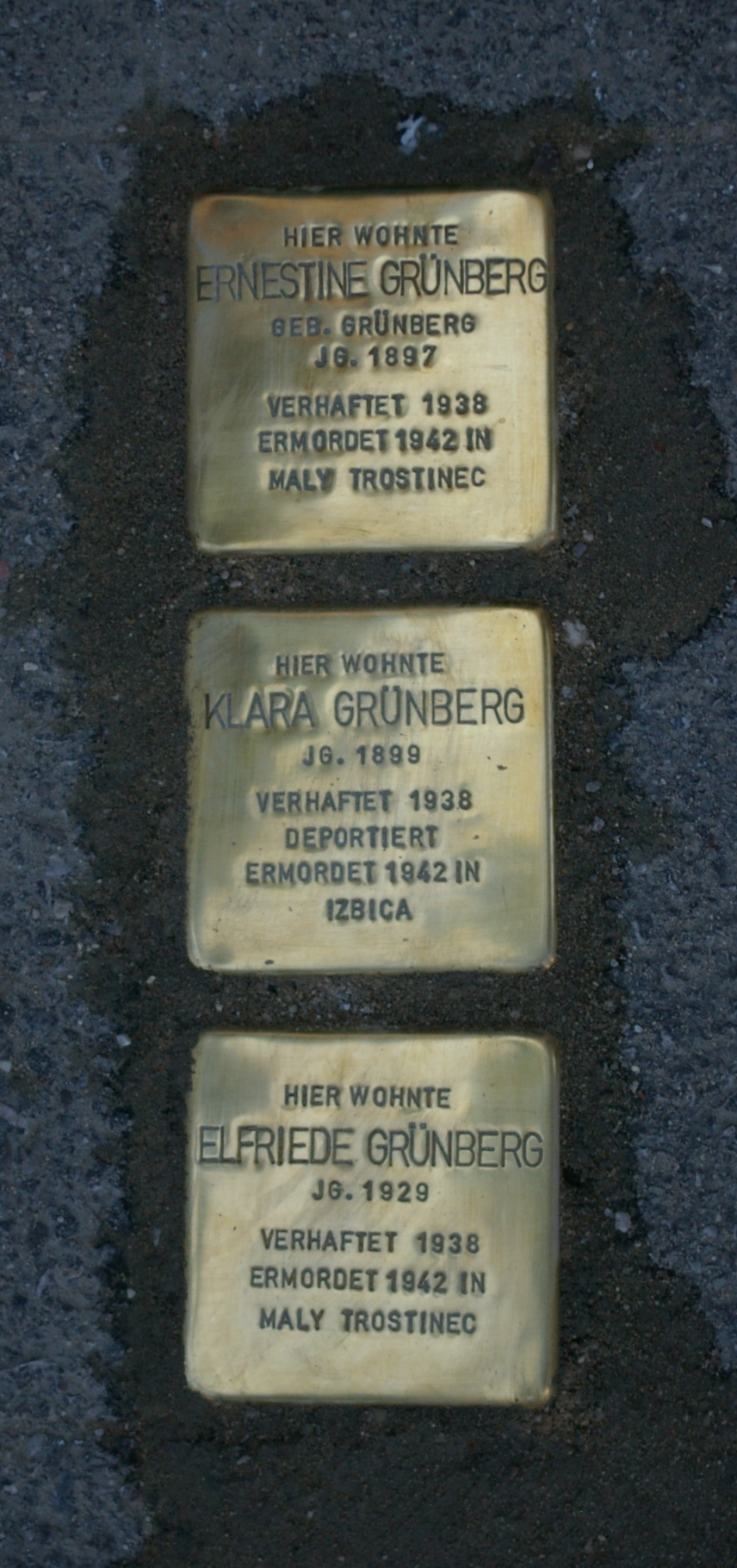
Stolpersteine in Wels zur Erinnerung an Elfriede Grünberg sowie ihre Mutter und Tante

Elfriede Grünberg (geboren am 1. April 1929 in Wels; gestorben am 15. Juni 1942 im Vernichtungslager Maly Trostinez) war ein junges Opfer des Nationalsozialismus. 

## Leben
Elfriede Grünberg war das jüngste der fünf Kinder von Max und Ernestine Grünberg, die 1920 von Rumänien nach Österreich einwanderten. Die Familie war jüdischen Glaubens und gehörte der Kultusgemeinde Linz an. Da es in Wels keine Synagoge gibt, mussten sich die gläubigen Welser Juden entweder nach Linz oder nach Steyr ausrichten.
1936 zog die Familie nach Pernau, wo sie Unterschlupf bei Freunden fand. Zwei Jahre später musste Elfriedes Vater Max nach Wien ziehen, von wo aus er 1939 nach Shanghai emigrierte. Wahrscheinlich wurden auch Elfriede und der Rest der Familie 1941 nach Wien gebracht, wo man Juden aus ganz Österreich zusammentrieb, um sie später in die verschiedenen Konzentrationslager zu deportieren. Am 9. Juni 1942 wurden Elfriede Grünberg und ihre Mutter von Wien aus in das Vernichtungslager Maly Trostinez deportiert. Am 15. Juni desselben Jahres wurde Elfriede höchstwahrscheinlich in einem Gaswagen ermordet.

## Gedenken
Zur Erinnerung an sie wurde der Elfriede-Grünberg-Preis gestiftet, welcher seit 2000 von der Welser Initiative gegen Faschismus vergeben wird. Am 14. August 2008 wurden in Wels drei Stolpersteine des Künstlers Gunter Demnig verlegt, die an das Schicksal von Elfriede Grünberg, ihre Mutter sowie ihre Tante erinnern.